# Dolving
Dolving là một xã trong vùng Grand Est, thuộc tỉnh Moselle, quận Sarrebourg, tổng Fénétrange. Tọa độ địa lý của xã là 48° 46' vĩ độ bắc, 07° 01' kinh độ đông. Dolving nằm trên độ cao trung bình là 300 mét trên mực nước biển, có điểm thấp nhất là 237 mét và điểm cao nhất là 313 mét. Xã có diện tích 6,66 km², dân số vào thời điểm 2005 là 331 người; mật độ dân số là 50,2 người/km². Xã nằm khoảng 5 km phía tây-bắc của Sarrebourg, thuộc Pháp từ năm 1766.

## Thông tin nhân khẩu
| 1962 | 1968 | 1975 | 1982 | 1990 | 1999 |
| ---- | ---- | ---- | ---- | ---- | ---- |
| 307  | 316  | 317  | 364  | 339  | 328  |